# Assiculoides desmonotus
Assiculoides desmonotus is een  straalvinnige vissensoort uit de familie van dwergzeebaarzen (Pseudochromidae). De wetenschappelijke naam van de soort is voor het eerst geldig gepubliceerd in 1997 door Gill & Hutchins.